# Storgårds-Annas friare
Storgårds-Annas friare är en svensk svartvit stumfilm från 1927 med regi och manus av Julius Carlsson. Filmen var en amatörproduktion och de flesta skådespelare var hämtade från lokala teaterscener.

## Om filmen
Inspelningen ägde rum sommaren 1927 på gårdarna Trehörningen och Torpskog i Karlskoga i Värmland med Carl Hilmers som fotograf. Filmen premiärvisades den 26 september 1927 på biograferna Röda Kvarn, Karlskoga-Bio och Centralbio, alla belägna i Karlskoga. Den kom aldrig att ha Stockholmspremiär.
Efter en tid på biograferna plockades filmen ned och förvaltades då av Robert Nordström. Filmen återfanns på 1970-talet och donerades till Karlskoga hembygdsförening och efter restaurering kunde den visas på nypremiär i Karlskoga biblioteks hörsal i slutet av september 1977.

## Handling
Annas moder motsäger sig ett giftermål mellan dottern och den fattige Per. När en kringvandrande skärslipare begår en stor stöld misstänks Per för brottet. När skärsliparen erkänner brottet antas per som måg, men det uppdagas även att han är skärsliparens son.

## Rollista
- Ester Berggren – Storgårds-Anna
- Ebba Lindeberg – Storgårdsmor Elin
- Gunnar Berggren – Per, fördräng
- Albin Andersson – Tattar-Sven, skärslipare
- Mille Carlsson – Svärd, knekt
- Mathilda Karlin – knekthustrun
- Anders Larsson – dräng
- Henning Litzén – Nisse i Kroken, skomakare
- Pontus Andersson – Trampelin, klockare
- Victor Strömvall – smygbrännare
- Adolf Ericsson – länsman
- Flora Bergmark – piga
- Ester Fredmark – ej identifierad roll